# Seven Psychopaths
Seven Psychopaths (Siete psicópatas en España, y Siete psicópatas y un perro en Hispanoamérica) es una película cómica británica de humor negro de 2012, escrita, coproducida y dirigida por Martin McDonagh y protagonizada por Colin Farrell, Sam Rockwell, Woody Harrelson, Christopher Walken, Tom Waits, Abbie Cornish y Olga Kurylenko. Es la segunda colaboración entre McDonagh y Farrell, después de In Bruges (2008).

## Argumento
Marty (Farrell) es un escritor en apuros que sueña con terminar su guion, Seven Psychopaths. Billy (Rockwell), un actor desempleado y ladrón de perros de media jornada, es el mejor amigo de Marty, y quiere ayudarlo como sea necesario. Todo lo que necesita es un poco de concentración e inspiración.
Hans (Walken) es el cómplice de Billy: un hombre religioso con un pasado violento. Charlie (Harrelson) es el gánster a quien Billy y Hans le acaban de robar su querido perro. Charlie es impredecible y extremadamente violento, y no dudaría en matar a nadie o destruir cualquier cosa que tenga relación con el robo. Marty va a conseguir toda la concentración e inspiración que necesita, siempre y cuando viva para poder contar la historia.

## Reparto
| - Colin Farrell como Marty Faranan. - Sam Rockwell como Billy Bickle. - Woody Harrelson como Charlie Costello. - Christopher Walken como Hans Kieslowski. - Tom Waits como Zachariah Rigby. - Abbie Cornish como Kaya. - Olga Kurylenko como Angela. - Željko Ivanek como Paulo. | - Harry Dean Stanton como Man in Hat. - Kevin Corrigan como Dennis. - Gabourey Sidibe como Sharice. - Michael Pitt como Larry. - Michael Stuhlbarg como Tommy. - Helena Mattsson como Blonde Lady. |

## Producción
Las primeras noticias sobre el casting se conocieron el 12 de mayo de 2011 y la productora iba a ser HanWay.
Mickey Rourke dejó The Expendables 2 para protagonizar la película. Sin embargo, más tarde dejó Seven Psychopaths por desacuerdos con McDonagh, refiriéndose a él como "un imbécil". Fue reemplazado por Woody Harrelson. Sobre el incidente, McDonagh dijo: "Está bien. Mickey es un gran actor [...] Conozco a Woody desde hace años y años, y él también es una opción perfecta para el papel. Tiene esos geniales elementos dramáticos, que recientemente ha mostrado en Rampart, y siempre ha sido un comediante fantástico. En esta película se necesita eso: alguien que pueda ser absolutamente gracioso, pero que además se vuelva siniestro de un momento a otro".
La filmación terminó a finales de 2011. Las primeras fotos del set fueron reveladas el 11 de noviembre de 2011. El 12 de octubre de 2012 fue estrenada en Estados Unidos.

### Música
La banda sonora fue compuesta por Carter Burwell, quien anteriormente había compuesto para McDonaugh en In Bruges. Lakeshore Records lanzó el soundtrack digitalmente el 23 de octubre de 2012 y físicamente el 20 de noviembre del mismo año.

## Recibimiento

### Taquilla
Seven Psychopaths se estrenó el 12 de octubre del 2012 y se proyectó en 1480 cines en los Estados Unidos, donde recaudó 1.360.000 dólares el día del estreno y 4.275.000 dólares en la primera semana; llegó al número 9 con un promedio de recaudación de US$2.889 por cine. En su segunda semana, cayó al número 11 y recaudó US$3.273.480, con un promedio de US$2.212 por cine. En la tercera semana cayó al número 15 y recaudó US$1.498.350, con un promedio de US$1.494 por cine.

### Crítica
La película recibió críticas positivas. En el medidor de reseñas Rotten Tomatoes, alcanzó un 82% de críticas positivas, con base en 194 reseñas, con un promedio de 7/10. En Metacritic, donde se asigna un promedio de entre 100 reseñas de críticos especializados, la película obtuvo un puntaje promedio de 66%, basado en 43 reseñas, lo que indica "críticas generalmente favorables".